# رسمي (اسم)
رسمي هو اسم علم مذكر من أصل عربي، ومعناه هو من يتعامل بحسب الأصول والقواعد الرجل الجدي الشديد، مؤنثه رسمية.

## شخصيات تحمل الاسم
- رسمي العامل (سياسي عراقي، 1932 – 1998)

## وصلات خارجية
- موسوعة السلطان قابوس لأسماء العرب نسخة محفوظة 5 أبريل 2019 على موقع واي باك مشين.